# Valentinas Miltienis
Valentinas Miltienis (* 22. Oktober 1960) ist ein litauischer Manager und Politiker, Vizeminister der Finanzen.

## Leben
Nach dem Abitur an der Mittelschule in Sowjetlitauen absolvierte Valentinas Miltienis das Diplomstudium der Wirtschaft an der Fakultät für Wirtschaftskybernetik und Finanzen der Vilniaus universitetas in Vilnius. Einige Jahre arbeitete er als Leiter einer Abteilung Marketing und Kommerz im Einzelhandelsunternehmen UAB „Palink“  sowie dann bei UAB „Synergy Consulting“. Ab 2000 arbeitete er als Direktor im Finance and Accounting Department an der Nationalen Zahlungsagentur (NMA) am Landwirtschaftsministerium Litauens und von 2003 bis 2005 leitete diese Agentur als Direktor. Ab 5. September 2007 war er Vizeminister am Finanzministerium Litauens. Ab Juli 2010 leitete er das Wasserversorgung-Kommunalunternehmen Vilniaus vandenys.